# Krzeszyce (gmina)
Pour les articles homonymes, voir Krzeszyce.
Krzeszyce est une gmina rurale (gmina wiejska) de la powiat de Sulęcin, dans la Voïvodie de Lubusz, dans l'ouest de la Pologne.
Son siège administratif (chef-lieu) est le village de Krzeszyce, qui se situe environ 17 kilomètres au nord-ouest de Sulęcin (siège de la powiat) et 24 kilomètres au sud-ouest de Gorzów Wielkopolski (capitale de la voïvodie).
La gmina couvre une superficie de 194,22 km2 pour une population de 4 547 habitants en 2006.

## Histoire
De 1975 à 1998, la gmina est attachée administrativement à la voïvodie de Gorzów.

Depuis 1999, elle fait partie de la voïvodie de Lubusz.

## Géographie
La gmina inclut les villages et localités de :

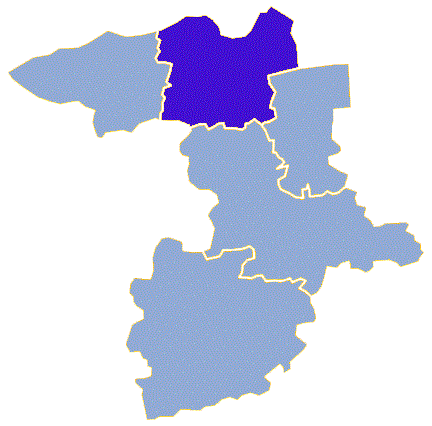
Plan de la gmina

- Brzozowa
- Brzozówka
- Czartów
- Dębokierz
- Dzierzążna
- Jeziorki
- Karkoszów
- Kołczyn
- Krasnołęg
- Krępiny
- Krzemów
- Krzeszyce
- Łąków
- Łukomin
- Malta
- Marianki
- Maszków
- Muszkowo
- Piskorzno
- Przemysław
- Rudna
- Rudnica
- Studzionka
- Świętojańsko
- Zaszczytowo

### Gminy voisines
La gmina de Krzeszyce est voisine des gminy suivantes :
- Bogdaniec
- Deszczno
- Lubniewice
- Ośno Lubuskie
- Słońsk
- Sulęcin
- Witnica

## Structure du terrain
D'après les données de 2002, la superficie de la commune de Krzeszyce est de 374,87 kilomètres carrés, répartis comme telle :
- terres agricoles : 42 %
- forêts : 50 %

La commune représente 16,5 % de la superficie du powiat.

## Démographie
Données du 30 juin 2004:
| Description        | Total  | Total | Femmes | Femmes | Hommes | Hommes |
| ------------------ | ------ | ----- | ------ | ------ | ------ | ------ |
| Unité              | Nombre | %     | Nombre | %      | Nombre | %      |
| Population         | 4 501  | 100   | 2 169  | 48,2   | 2 332  | 51,8   |
| Densité (hab./km²) | 23,2   | 23,2  | 11,2   | 11,2   | 12     | 12     |